# Crimson Peak
Crimson Peak è un film del 2015 diretto da Guillermo del Toro.

## Trama
Buffalo, New York, 1887. Una notte Edith Cushing, figlia di Mr. Carter Cushing, un ex costruttore e ora ricco uomo d'affari, riceve la visita del fantasma di sua madre, da poco morta di colera. La bambina resta terrorizzata dall'improvvisa comparsa dello spettro che si mostra come una presenza nera e inquietante, ma il fantasma l'abbraccia teneramente lasciandole un monito per il futuro: "Bambina mia. Quando il momento verrà, guardati da Crimson Peak".
1901. Quattordici anni dopo, Edith aspira a diventare una scrittrice, contornando le sue storie con la presenza di fantasmi, elemento sovrannaturale che usa come metafora, senza molto successo. Dopo un nuovo rifiuto di un editore, che le suggerisce di rendere le sue storie più fruibili, aggiungendo una storia d'amore come legante, Edith incontra Sir Thomas Sharpe, un giovane baronetto che spera in un finanziamento da parte della società di Mr. Cushing per la realizzazione di una macchina per l'estrazione dell'argilla rossa, un minerale molto presente nella proprietà del baronetto nel Cumberland, in Inghilterra. Nonostante inizialmente condivida col padre la poca stima per la privilegiata aristocrazia inglese, Edith rimane affascinata da Sir Thomas. La notte la giovane riceve una seconda visita da parte dello spirito di sua madre che le ripete lo stesso avvertimento di quattordici anni prima.
Conscio dell’interesse che la figlia prova per Sir Thomas, Mr. Cushing ingaggia il detective privato Mr. Holly perché indaghi su di lui, venendo così a scoprire qualcosa di oscuro nel passato del baronetto. Trovati inquietanti fondamenti per temere la vicinanza di Sharpe alla figlia, Cushing offre un'ingente somma di denaro a lui e alla sorella Lucille per spingerli a lasciare la città e, per scoraggiare futuri contatti, impone a Thomas di spezzare il cuore della figlia.
Thomas così annuncia il suo improvviso ritorno in Inghilterra e si separa da Edith denigrando il suo romanzo, definendolo un insieme di stereotipi concepiti da qualcuno che altro non può essere che una bambina che non conosce l'amore di cui però si impegna a parlare. Poco dopo il padre di Edith, intento a farsi la barba, viene avvicinato da un personaggio misterioso che lo uccide brutalmente sbattendogli la testa più volte sul lavandino. Al mattino del giorno dopo viene recapitata a Edith una lettera da parte di Thomas: il suo contenuto le spiega come il padre lo abbia costretto a lasciarla in modo che lei potesse odiarlo; insieme al suo addio, Thomas le promette che un giorno farà ritorno, ormai degno della stima di suo padre, e con tutte le carte in regola per sposarla. Venuta a sapere la verità, Edith corre all'hotel in cui gli Sharpe alloggiano: lì trova Thomas, che non ha trovato il coraggio di separarsi da lei nonostante tutto. I due si dichiarano il reciproco amore, ma la felicità di Edith viene messa presto al bando: viene informata della morte del padre che sembra scivolato sul pavimento bagnato di un bagno e caduto rovinosamente di testa contro il lavandino.
Nonostante il suo amico d’infanzia, il dottor Alan McMichael, dopo aver osservato le brutali lesioni al cranio di Mr. Cushing, sospetti che ci sia qualcosa di poco chiaro nella ricostruzione della sua morte, Edith sposa Thomas e si trasferisce con lui e la sorella Lucille in Inghilterra, ad Allerdale Hall, la proprietà malmessa della famiglia Sharpe. La nuova dimora sprofonda lentamente nel suolo, cedimento causato dal giacimento melmoso dell'argilla rossa nel sottosuolo.
Solo una volta trasferitasi Edith viene tristemente a conoscenza dell'altra denominazione della proprietà: Crimson Peak. Quest’informazione, insieme ai raccapriccianti fantasmi rosso cremisi che inizia a vedere (quattro donne e un neonato), spingono Edith a voler lasciare la casa. Nonostante i tentativi di Lucille di convincerla che si tratta solo di immaginazione, Edith inizia a domandarsi se in quella casa non sia morto qualcuno in modo violento. Nulla della sua nuova vita sembra essere un dolce nido d'amore, neppure il tè che le viene spesso offerto con così tanta insistenza.
Stanca di incubi e apparizioni di spiriti, Thomas propone di farle cambiare un po' aria, portandola con sé all’ufficio postale. Insieme ai documenti per il trasferimento del suo patrimonio in favore del marito Thomas, Edith ritira una lettera proveniente da Milano e indirizzata a "Lady E. Sharpe". Approfittando della neve che minaccia di bloccarli lungo la strada del ritorno, Thomas ed Edith rimangono nel centro abitato, consumando finalmente il loro matrimonio, atto fino a quel momento ostacolato dal fresco lutto della ragazza e dalla strana assenza di Thomas dal talamo nuziale.
Tornata a casa, Edith cerca di leggere la lettera che le è stata inviata dall'Italia, ma l’unica cosa che riesce a capire è il nome della vera destinataria della lettera: Enola. Lucille inoltre accoglie male la donna al suo rientro, apparentemente inorridita dalla solitaria intimità che il fratello ha avuto con la novella sposa.
Edith inizia ad avere un calo fisico, prendendo a soffrire di debolezza e a tossire sangue. Ancora una volta viene svegliata da uno spettro che, inseguendola per la casa, la spinge ad andare nei sotterranei della casa, sede dei giacimenti dell'argilla rossa. Edith tenta di smuovere i giacimenti e senza rendersene conto scopre alcuni resti di cadaveri coperti d'argilla. Proprio qui, la giovane trova un baule con inciso il nome Enola, la "signora Sharpe" a cui era destinata la lettera. Il baule è chiuso da una chiave che Lucille tiene sempre con sé nel suo mazzo. Spinta dalla curiosità e dal sospetto, Edith riesce a sottrarle la chiave e ad aprire il baule: questo contiene delle buste e un fonografo, strumento senza il quale Edith non avrebbe potuto ascoltare i cilindri in cera che poco prima ha trovato riposti in un armadio. Mentre ascolta le registrazioni audio custodite nei cilindri, Edith ispeziona le buste: ognuna ha un nome di una donna, Enola Sciotti, Margaret McDermott e Pamela Upton, e contiene le loro foto. L'audio che nel mentre ascolta completa il quadro: sono tutte state mogli di Thomas; sono state tutte uccise dai fratelli Sharpe tramite una lunga e silenziosa somministrazione di veleno nel tè. 
Edith comprende che i fantasmi, che dal suo arrivo in quella casa le sono apparsi per tormentarla, erano spinti dal desiderio di salvare almeno lei, ennesima vittima di Thomas e Lucille. Troppo debole, nonostante ormai abbia capito che la sua vita sia in serio pericolo, rimane in balia dei due: una volta che avrà firmato l'ultimo documento per il trasferimento del suo patrimonio, la sua vita non avrà più alcun valore per gli Sharpe.
Nel frattempo tra Lucille e Thomas iniziano dei dissapori: Thomas suggerisce di prendere in considerazione un'alternativa ed evitare a Edith la sorte di tutte le altre donne. Lucille comincia a temere che Thomas possa essere rimasto coinvolto sentimentalmente, per la prima volta.
Una notte, seguendo lo spirito di una delle mogli, Edith scopre qualcosa che rende ancora più agghiacciante la sua sorte, un ennesimo segreto: entrando in una camera da letto, scopre Thomas e Lucille nell'intimità di due amanti: era a causa della relazione incestuosa tra i due che Thomas passava le notti lontano dal talamo nuziale.
Sconvolta da ciò che ha visto, Edith cerca di fuggire dal palazzo ma Lucille, toltosi finalmente il fastidio di dover recitare la parte della premurosa cognata, l'aggredisce, inneggiando all'amore proibito col fratello e, nonostante Thomas cerchi di fermarla, la spinge giù dal ballatoio delle scale. Proprio in quel momento, il dottor McMichael bussa alla loro porta.
Da sempre innamorato di Edith e non essendosi mai convinto del tutto né della brusca morte di Mr. Cushing, né della frettolosità di Sharpe nel portare via Edith, Alan McMichael aveva interpellato lo stesso investigatore che il padre di Edith aveva ingaggiato per scoprire i retroscena degli Sharpe e, scoperta una terribile verità, era corso in Inghilterra per salvare Edith. Alan rivela così che quello scoperto da Mr. Cushing, che gli è costato la vita, era un inquietante fatto di cronaca nera: in quella casa Beatrice Sharpe era stata assassinata nella vasca da bagno da un colpo di mannaia, mentre in casa non potevano che esserci solo i suoi figli, l'allora quattordicenne Lucille e il fratellino di due anni più giovane Thomas. La polizia stentò a credere che un omicidio di tale brutalità potesse essere opera di due ragazzini, ciononostante Lucille fu portata in un istituto psichiatrico.
McMichael cerca di portar via Edith, ma Lucille lo ferisce ed esige poi da Thomas di finirlo. Thomas, ormai sinceramente innamorato di Edith, chiede a McMichael di indicargli dove affondare il coltello così da ferirlo, ma non ucciderlo, nella speranza di potergli affidare Edith e salvarla dalla furia omicida della sorella.
Intanto Edith rimane nelle grinfie di Lucille che la costringe a firmare l'ultimo documento per ottenere il suo patrimonio. Qui Lucille si delizia nel raccontarle i particolari scabrosi di un'infanzia in quella casa: un padre violento che spezzò le gambe della loro madre per odio e il cui unico talento è stato quello di sperperare il patrimonio di famiglia; una madre algida e dittatoriale, che rinchiudeva i bambini in una piccola stanza, non permettendo loro di uscirne; l'inevitabile decisione di ucciderla, quando scoprì la relazione incestuosa tra i suoi figli; la ricerca di giovani ragazze, ricche e senza parenti in vita che, una volta fatte sposare a Thomas, avevano tutte trovato la morte per mano sua. Edith quindi l'accusa anche dell’omicidio del neonato figlio di Thomas avuto con una delle precedenti mogli. Lucille al contrario afferma che il bambino era figlio suo e di Thomas, che fosse morto perché nato malato e che, prima di Edith, non avesse mai consumato il matrimonio con altre donne. Edith capisce così che Lucille ha sempre ucciso perché ossessionata dal fratello e per impedirgli di amare qualsiasi altra donna, impedendo a Thomas di legarsi a chiunque non fosse lei. Quando Lucille aggiunge di essere stata lei ad uccidere Mr. Cushing, Edith cerca nuovamente di lottare per la sua vita e pugnala al petto Lucille, usando la penna regalatale dal padre mesi prima.
Thomas raggiunge Edith, le spiega che McMichael è vivo, che la ama sinceramente e di voler sistemare tutto, pregandola di attenderlo. Thomas raggiunge Lucille, dopo aver bruciato le carte appena firmate da Edith. La sorella non capisce il suo gesto e Thomas la prega di abbandonare la casa di famiglia e di smetterla con le uccisioni. Inizialmente Lucille sembra convincersi, ma quando Thomas le dice che possono ancora vivere tutti insieme felicemente, Lucille si rende conto che Thomas si è davvero innamorato di Edith e pugnala al volto il fratello, uccidendolo. Resasi conto di ciò che ha fatto, Lucille, completamente impazzita, insegue Edith fino ai sotterranei per ucciderla con la stessa mannaia con cui uccise la madre anni prima ma, con l'aiuto del fantasma di Thomas che la distrae, Edith riesce ad avere la meglio sulla cognata e ad ucciderla con una pala. Edith dice addio al fantasma dell'amato marito, poi fugge con McMichael, lasciandosi alle spalle Allerdale Hall ormai infestata dal fantasma di Lucille che suona il pianoforte.

## Produzione

### Pre-produzione
Del Toro e Robbins hanno scritto la prima sceneggiatura del film dopo l'uscita de Il labirinto del fauno nel 2006. È stata poi venduta a Donna Langley della Universal. Del Toro pianificava di dirigere il film, ma aveva dovuto rinviare il progetto per realizzare Hellboy: The Golden Army, e poi per lavorare ai film de Lo Hobbit. Langley ha suggerito a Del Toro di produrre il film per un altro regista, ma non è riuscito a trovarne uno adatto. Mentre lavorava a Pacific Rim, Del Toro ha sviluppato un buon rapporto di lavoro con Thomas Tull e Jon Jashni della Legendary Pictures, che gli avevano chiesto cosa volesse fare dopo. Del Toro ha inviato loro varie sceneggiature, tra cui Crimson Peak. I produttori hanno ritenuto quest'ultimo il migliore. La Universal ha permesso a Del Toro di spostare il progetto alla Legendary, con la condizione che loro potessero investirci denaro,  partecipando quindi al film.
Del Toro voleva che il film onorasse i capolavori del genere, ovvero Gli invasati di Robert Wise e Suspense di Jack Clayton.  Il regista intendeva realizzare un film horror ispirandosi a quelli con cui è cresciuto, come Il presagio, L'esorcista e Shining.
La drammaturga britannica Lucinda Coxon era stata arruolata per riscrivere la sceneggiatura con Del Toro, nella speranza di conferirgli un "bilancio adeguato di perversità e intelligenza", ma non è stata accreditata nella versione finale del film.

### Casting
Benedict Cumberbatch ed Emma Stone sono stati inizialmente scelti, ma entrambi hanno abbandonato la produzione. Tom Hiddleston e Mia Wasikowska li hanno sostituiti, facendo diventare il film la loro seconda collaborazione dopo Solo gli amanti sopravvivono. Crimson Peak è stato anche la seconda collaborazione tra Wasikowska e Chastain dopo aver recitato insieme in Lawless. Il film era intitolato Haunted Peak quando era in produzione, un titolo usato solo per la prenotazione degli studio. Nell'estate 2013, Burn Gorman si è unito al cast per interpretare un cameo.
Nell'ottobre 2013, Chastain ha seguito un percorso per migliorare il suo corpo per il film, condividendo foto dei suoi allenamenti tramite il suo Facebook. Fernando Velázquez è stato selezionato per comporre la colonna sonora del film.

### Riprese
Le riprese del film sono iniziate il 10 febbraio 2014 nei Pinewood Studios di Toronto e sono terminate il 14 maggio. Le riprese sono state effettuate completamente in Canada, nella provincia dell'Ontario.

## Promozione
Il primo trailer del film viene diffuso il 13 febbraio 2015.

## Distribuzione
La pellicola è stata distribuita nelle sale cinematografiche statunitensi a partire dal 16 ottobre 2015, mentre in quelle italiane dal 22 ottobre.

### Divieto
Il film, negli Stati Uniti d'America, è stato vietato ai minori di 17 anni non accompagnati da adulti per la presenza di violenza sanguinosa, contenuti sessuali e linguaggio scurrile. In Italia è stato vietato ai minori di 14 anni.

## Riconoscimenti
- 2016 - Empire Award
  - Candidatura per il miglior film horror
  - Candidatura per i migliori costumi
  - Candidatura per il miglior trucco e acconciatura
  - Candidatura per la miglior scenografia
- 2016 - Fangoria Chainsaw Award
  - Miglior attrice non protagonista a Jessica Chastain
  - Secondo classificato per il miglior film
  - Secondo classificato per il miglior attore a Tom Hiddleston
  - Secondo classificato per il miglior colonna sonora a Fernando Velázquez
  - Candidatura per la miglior sceneggiatura a Guillermo del Toro e Matthew Robbins
  - Candidatura per la miglior attrice a Mia Wasikowska
  - Candidatura per il miglior attore non protagonista a Jim Beaver
- 2016 - Saturn Award
  - Miglior film horror
  - Miglior attrice non protagonista a Jessica Chastain
  - Miglior scenografia a Thomas E. Sanders
  - Candidatura per il miglior regista a Guillermo del Toro
  - Candidatura per la miglior sceneggiatura a Guillermo del Toro e Matthew Robbins
  - Candidatura per la miglior attrice a Mia Wasikowska
  - Candidatura per la miglior colonna sonora a Fernando Velázquez
  - Candidatura per i migliori costumi a Kate Hawley
  - Candidatura per il miglior trucco a David Martí, Montse Ribé e Xavi Bastida
- 2015 - Washington D.C. Area Film Critics Association Awards[16]
  - Candidatura per la miglior scenografia a Thomas E. Sanders, Jeffrey Melvin e Shane Vieau
- 2015 - Phoenix Critics Circle Awards[17]
  - Candidatura per il miglior film horror
- 2015 - Chicago Film Critics Association[18]
  - Candidatura per la miglior scenografia